# Parallelismo a livello di thread
Il Parallelismo a livello di thread è una tipologia di calcolo parallelo che si riferisce ad applicazioni che utilizzano più thread concorrenti. Questo tipo di parallelismo viene utilizzato ampiamente in applicazioni commerciali progettate per essere utilizzate in server come i database o i web server. L'utilizzo di più thread concorrenti consente di risolvere un problema e permette di ottenere elevati I/O, riducendo problemi di latenza di accesso alla memoria. Infatti se un thread rimane bloccato perché deve accedere alla memoria gli altri thread possono lavorare senza essere rallentati.